# Hendrik Gruber
 (août 2017).
Hendrik Gruber (né le 28 septembre 1986) est un athlète allemand, spécialiste du saut à la perche.
Son record en salle est de 5,75 m, obtenu le 24 février 2013 à Dortmund tandis qu'en plein air, il a sauté 5,70 m le 10 juillet 2010 à Heusden-Zolder.